# Arte di Naqada
L'arte di Naqada (o Nagada), dal nome dell'omonimo sito dell'Alto Egitto, raggruppa la produzione artistica che ha avuto luogo tra il 3900 e il 3060 a.C. L'arte di Naqada è conosciuta principalmente grazie ai riti funerari. Già in quest'epoca è rilevante la credenza in un aldilà: benché i morti non venissero ancora mummificati, ma semplicemente deposti nelle fosse, le tombe abbondavano comunque di materiali legati al culto funerario. 
Generalmente questo periodo viene suddiviso in:
- Naqada I, o amraziano[1], (3900-3650 a.C.);
- Naqada II, o gerzeano[1], (3650-3300 a.C.);
- Naqada III, o semainiano[1], (3300-3060 a.C.).

## Aspetti storici ed individuazione
Al di là delle semplici operazioni di scavo archeologico, alla fine dell'800 il mondo accademico si pone ufficialmente la domanda sulla provenienza delle genti che diedero vita alla millenaria civiltà egizia. Due le teorie principali, ancora oggi seguite:
1. invasori che, provenendo dalla Mesopotamia ed attraverso il Mar Rosso, giunsero in Egitto costituendo la "razza dinastica";
2. formulata da William F. Petrie, che vorrebbe i popoli provenienti dalla terra di Punt (localizzato nell'area dell'attuale Somalia).

Per dar corpo alla propria teoria, Petrie iniziò scavi nel Delta nilotico e nel Fayyum. Quindi, nel 1894, si spostò nel sud a Naqada e Koptos. Proprio dagli scavi di Naqada, Petrie trarrà il convincimento che questa sia la culla della civiltà egizia ponendola, perciò, come premessa della successiva fase storica. Tale periodo, dal 4500 al 3150 a.C., che non offre fonti scritte, costituirà il Pre-Dinastico.
Indipendentemente dalla localizzazione dei reperti archeologici, Petrie nota la presenza costante di caratteristiche, specie nelle ceramiche, compendiate proprio nei manufatti della cultura di Naqada verificando una progressione della civiltà dal sud verso il nord. Tale andamento, peraltro, verrà poi confermato dal ritrovamento, sempre a Naqada, della Tavoletta di Narmer che palesemente rappresenta l'unificazione dell'Alto e Basso Egitto in un unico Paese da parte di un re del sud. 
A Naqada Petrie scoprirà tre necropoli, in cui le sepolture sono per l'80% di forma rettangolare, orientate nord-sud, con il corpo posto su un fianco in posizione fetale con la testa a sud e lo sguardo ad ovest. che contrassegnerà con lettere dell'alfabeto:
"N", inquadrabile nel periodo Naqada I, che comprende oltre 2.000 sepolture, ma non riferibile con sicurezza ad un preciso periodo storico;
"T" che ospita 69 tombe e risale al periodo Naqada II<Deposizioni più ricche delle precedenti della necropoli N, in corrispondenza ad un concreto ampliamento dell'abitato di Naqada;
"B", nota anche come "necropoli dei contadini", che comprende 144 sepolture.
A fattor comune, è sempre presente un corredo funebre, più o meno ricco, di suppellettili ceramiche lavorate a mano (non al tornio) che verranno assunte come elemento di catalogazione e datazione delle sepolture secondo un metodo detto dal Petrie di "datazione sequenziale".
Il Petrie individua 700 tipi di ceramica differente che raggruppa in nove classi contrassegnate da lettere dell'alfabeto:
1. "B" da "Black topped", ovvero a "bocca nera";
2. "P" da "Polished red", a ingobbiatura[4]rossa;
3. "F" a ingobbiatura nera;
4. "C" da "white Cross", a ingobbiatura rozza con semplici motivi geometrici dipinti in bianco;
5. "R" da "Raw", ceramica grezza comune;
6. "L" da "Late", ovvero tarda;
7. "D" da "Dark", più raffinata, di colore bruno chiaro con motivi dipinti in ocra rossa;
8. "W" da "Wavy" ad anse ondulate[5]
9. "N" da "Nubian", di colore marrone scuro con motivi geometrici incisi.

A tale prima classificazione Petrie associa inoltre una "SD", ovvero una Sequence Date (sequenza storica) che prevede quattro periodi all'interno di ciascuno dei quali è possibile reperire ceramiche appartenenti alle 9 classi suddette:
SD 30-39, detto anche Naqada 1 o Amratiano;
SD 40-62, detto Naqada 2 o Gerzeano;
SD 63-76, detto Naqada 3 o Samainiano;
SD 77-88 o dell'Inizio Dinastico (orientativamente con inizio nel 3050 a.C.) oggi denominato "dinastia 0" cui si è aggiunta, ancor più di recente, una "dinastia 00".

## Naqada I

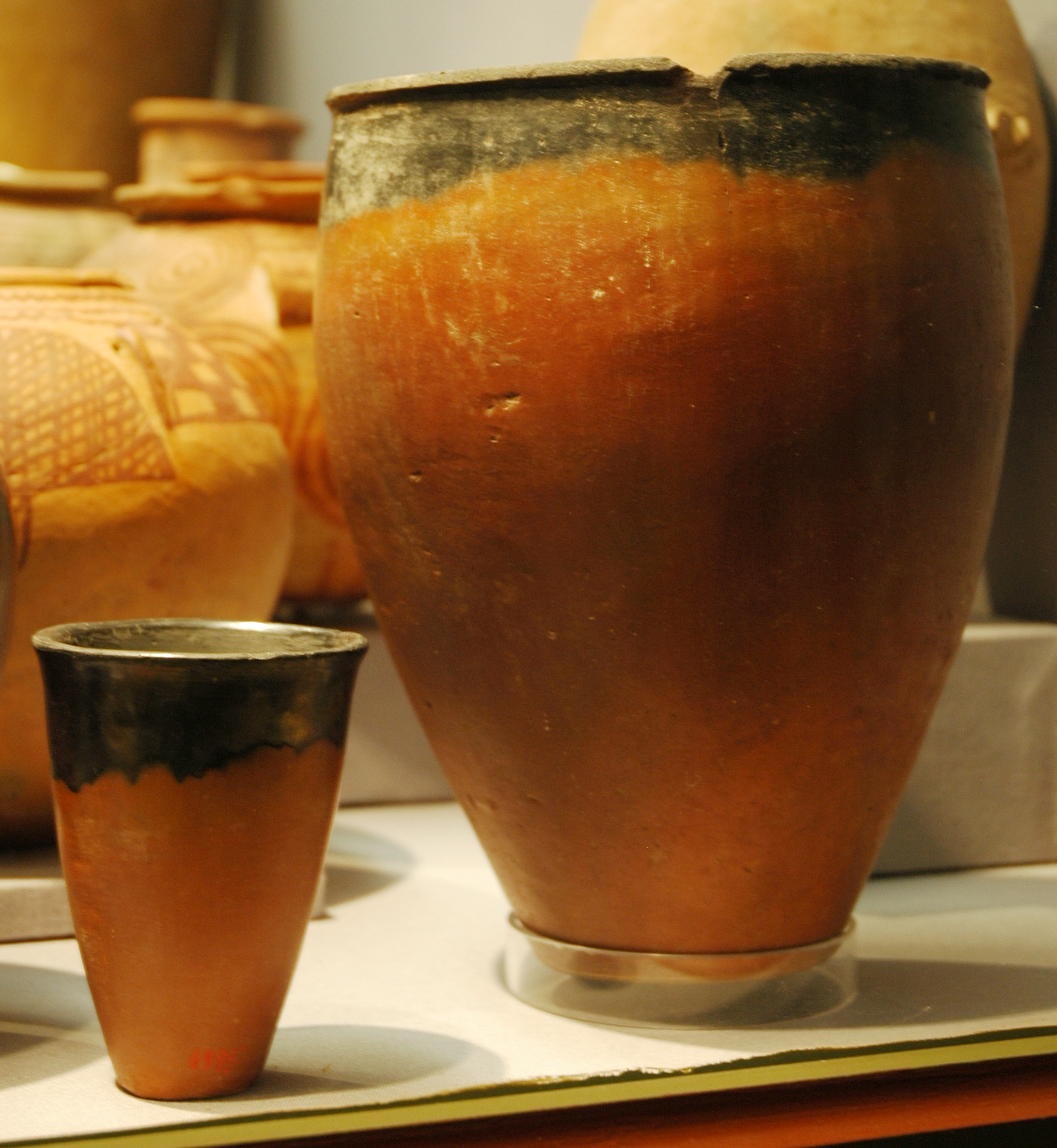
Vasi rossi con bordo nero, Naqada I

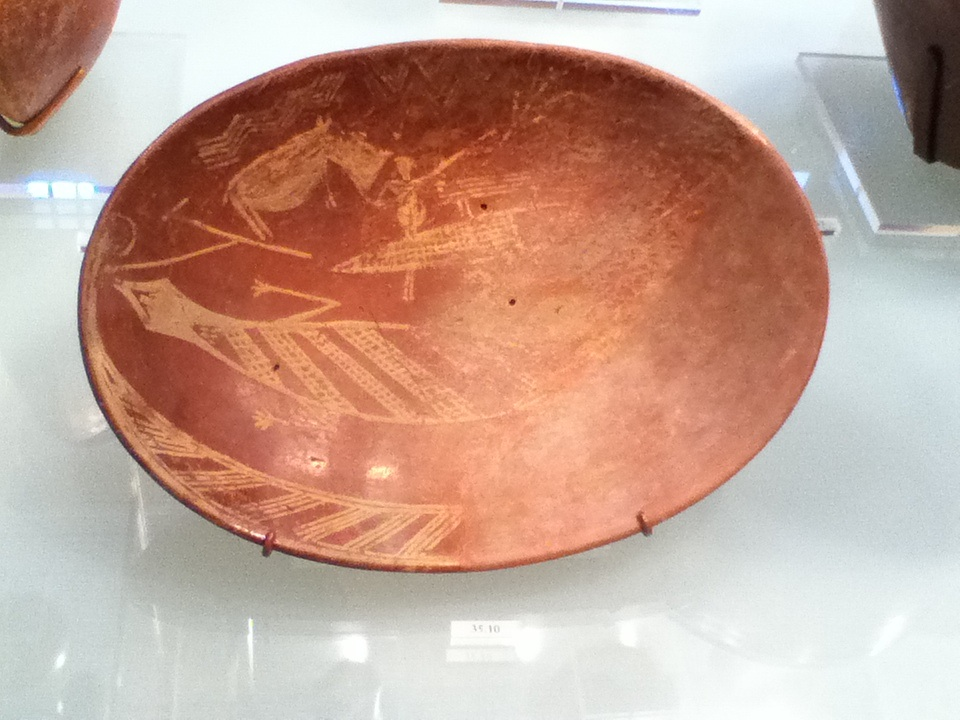
Ceramica decorata, Naqada I

### Ceramica
La produzione di ceramiche è forse l'elemento che meglio contraddistingue Naqada I. Si tratta di vasi di forma aperta, dal fondo rosso e talvolta decorati con disegni color panna, che solitamente sono geometrici (linee, trattini, zig-zag...) sebbene verso la fine del periodo si ritrovino delle rappresentazioni estremamente stilizzate di animali (ippopotami, coccodrilli), figure umane, scene di caccia, scene di culto, riti sacri e barche.
Un'altra produzione importante che ha inizio nel periodo Naqada I e continuerà in seguito è quella dei vasi di forma conica, rossi all'esterno ma con i bordi neri. Venivano cotti capovolti, affondando nella terra i bordi che per questo motivo si annerivano.

### Pietra
La pietra è uno dei materiali fondamentali di questo periodo ed è utilizzata per la produzione di numerosi oggetti. 
In numerose sepolture, probabilmente appartenute a componenti di ceti elevati, sono state rinvenute tavolozze (o palette) e mazze discoidali. Le tavolozze sono realizzate in scisto e presentano una forma romboidale molto semplice. Su alcune tavolozze sono state rinvenute tracce di trucco.

### Figurine umane
Come in altre regioni del globo (Palestina, Anatolia, ecc.), in questo periodo si assiste al diffondersi di rappresentazioni umane, sia maschili sia femminili, eseguite in avorio o terracotta. Queste raffigurazioni potevano forse corrispondere a un culto della fertilità.

## Naqada II

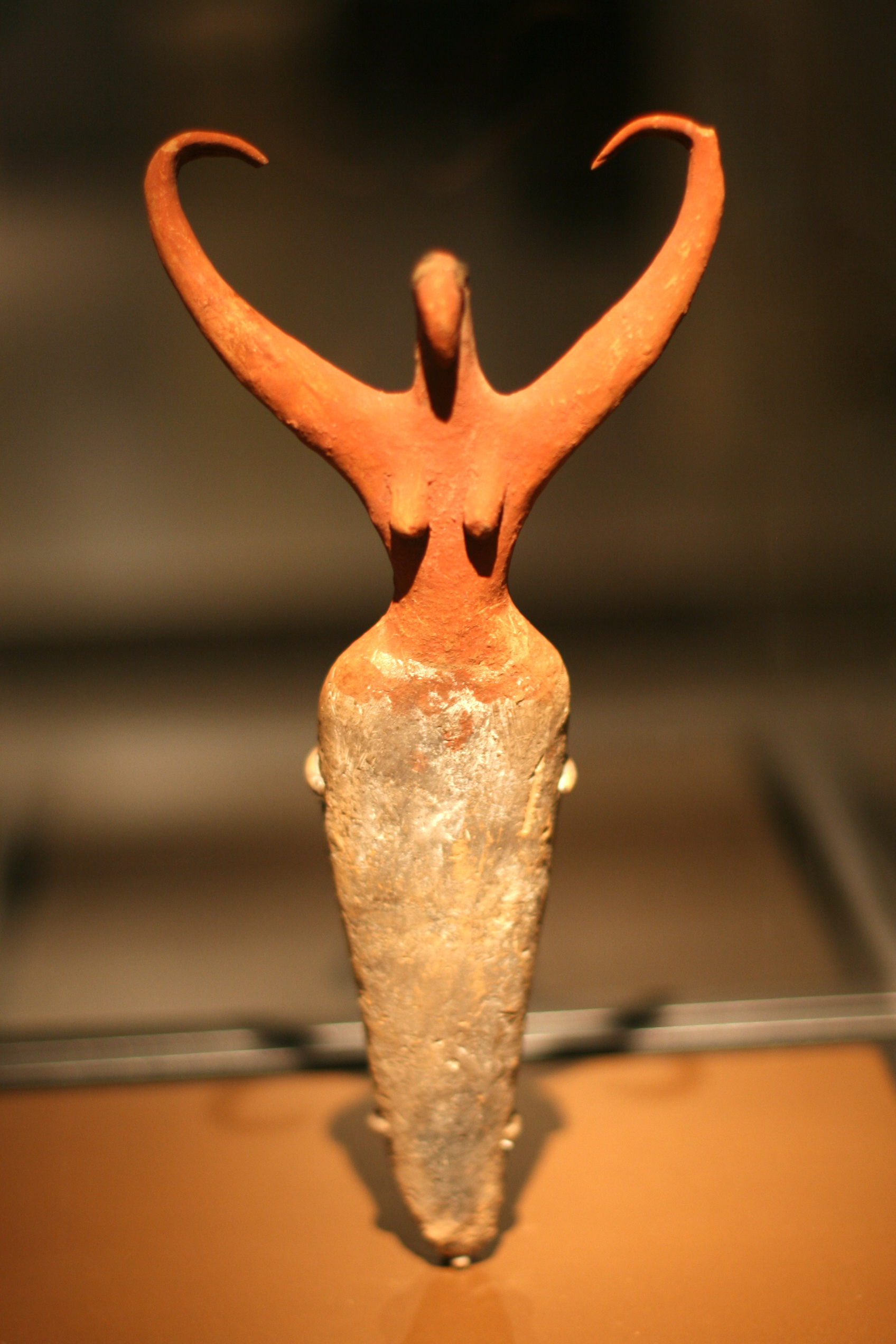
Idolo femminile, detta «Danzatrice di Brooklyn»

Il periodo di Naqada II corrisponde alle prime migrazioni artificiali e alla fondazione delle prime città. Con un grado di specializzazione più avanzato, l'arte si sviluppa e si diversifica. Si ritrovano vasi in pietra levigata, elementi in lapislazzuli, oggetti in rame (spille, pettini, amuleti e perle), coltelli in osso finemente scheggiati, calici dai bordi neri, ma si vedono cambiamenti soprattutto nell'ambito della ceramica, delle tavolozze per cosmetici e delle figurine umane.
I numerosi oggetti ritrovati lasciano intuire scambi commerciali con la Palestina (vasi ansati) e con la Nubia.

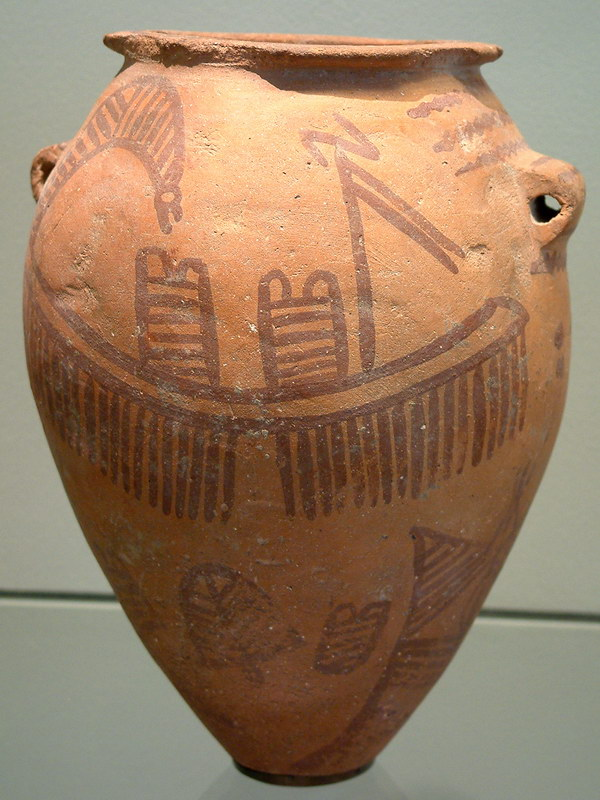
Giara decorata con gazzelle e barche, Naqada II, museo del Louvre

### Ceramica
La differenza più evidente rispetto a Naqada I è l'inversione dei colori: ormai si dipinge con pigmenti bruno-violacei su una ceramica color camoscio. Le decorazioni si evolvono: se gli elementi non figurativi sono sempre presenti, si assiste anche alla nascita di scene più strutturate, benché enigmatiche, per esempio una barca con molti remi, due cabine, uno stendardo e dei personaggi sul ponte. Questa figura, molto frequente, è stata interpretata anche come un villaggio con le sue palizzate.

### Tavolozze
Nel periodo Naqada II le tavolozze mutano forma: più spesso sono a forma di scudo (palette scutiformi) o di mezzaluna (palette “pelta”). Inoltre, nascono decorazioni più elaborate, come per esempio bordi seghettati da cui emergono due teste di serpente o di uccelli.

### Figurine umane
Le figurine hanno una tipologia molto caratteristica. Non si tratta più solo di personaggi femminili, ma anche di uomini intagliati in bastoncini d'avorio, in posizione eretta, con barba e talvolta con genitali esagerati. Generalmente queste figure sono considerate rappresentazioni di capi di classi o di gruppi sociali. Il fatto che portino la barba è interessante, poiché quest'attributo del potere sarà presente in tutta l'arte egizia. Una delle statuette femminili più celebri è conservata al museo di Brooklyn. La «Danzatrice di Brooklyn», dalle gambe appena abbozzate, i fianchi marcati e la figura sottile, è stata talvolta confusa con una dea-uccello per via della stilizzazione del viso. Tuttavia, attualmente gli studiosi sono più propensi a ritenerla un simbolo di fecondità.

## Naqada III
Quest'ultima fase corrisponde a uno Stato sempre più centralizzato, nonché all'evidente affermazione di un'élite sociale (con tombe più lussuose rispetto alle altre).

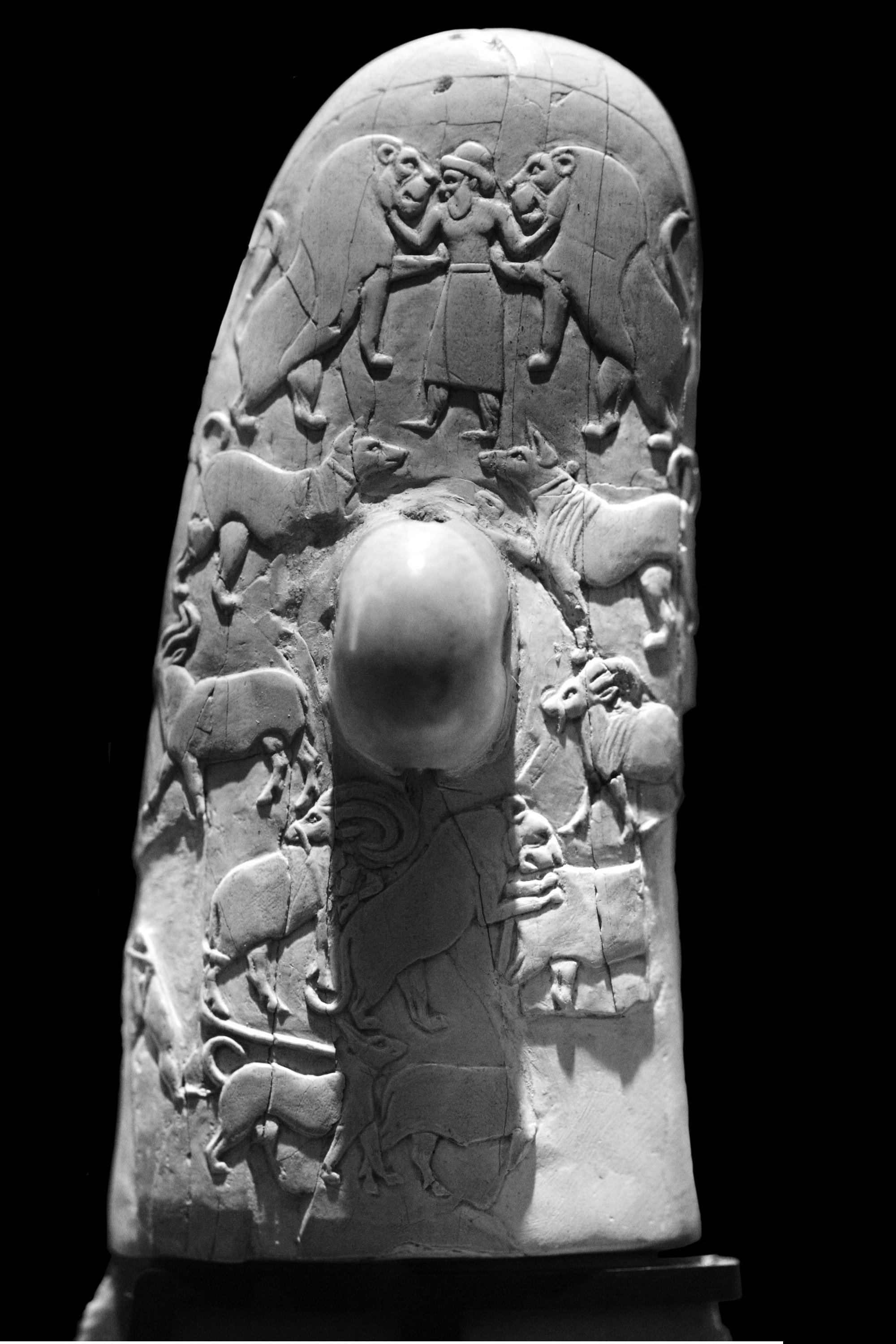
Manico del coltello di Gebel el-Arak

### Sito di Ieracompoli
A Ieracompoli si trovava un importante gruppo di villaggi chiusi da un recinto, una necropoli di varie decine di tombe e, forse, un tempio arcaico edificato con materiali deperibili (soprattutto legno). La tomba nº100, di mattoni crudi, conteneva pitture raffiguranti il tema della barca presente nelle ceramiche di Naqada II, ma anche personaggi che fluttuano nello spazio e un ammaestratore di animali. Queste rappresentazioni sono di importanza capitale per il futuro sviluppo dell'arte egizia, in quanto presentano alcune caratteristiche essenziali che si perpetueranno nei successivi 3000 anni: l'aspettivismo, ossia la rappresentazione di uomini e oggetti senza pretese di realismo, ma evidenziandone l'aspetto più caratteristico; i colori simbolici e la presentazione su “fasce gerarchiche” o registri.

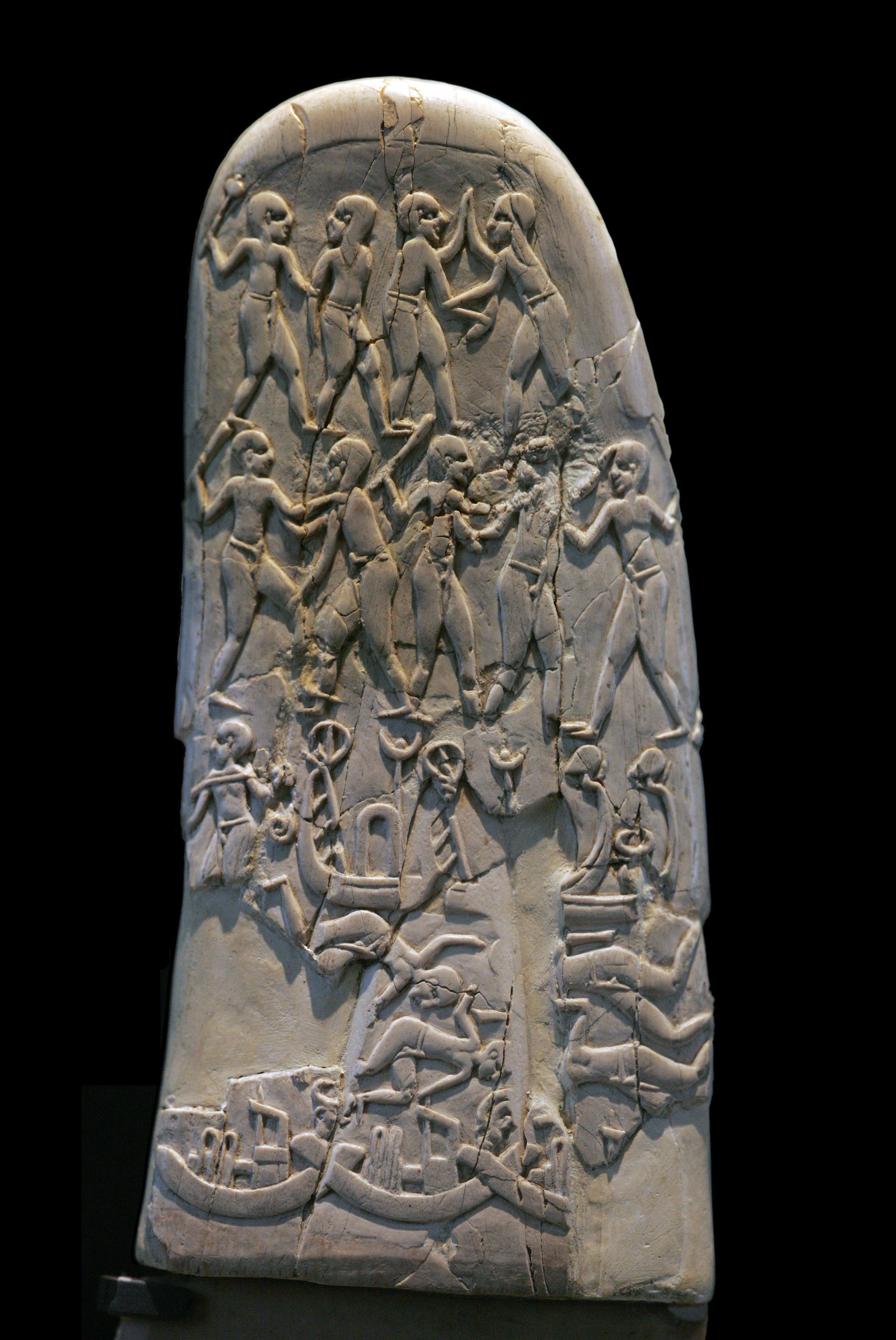
Retro del manico del coltello di Gebel el-Arak

### Coltelli
I coltelli a lama di selce e dal manico d'avorio scolpito esistevano già nell'epoca precedente, ma nel periodo di Naqada III conoscono uno straordinario sviluppo. 
Uno dei più belli è conservato al museo del Louvre: si tratta del coltello di Gebel el-Arak, che rappresenta su un lato una scena di caccia, ispirata probabilmente all'arte sumerica, e sull'altro un combattimento tra due diversi gruppi etnici. 
Queste scene sono scolpite a bassissimo rilievo su avorio d'ippopotamo, e restano di difficile interpretazione: è una battaglia contro gli Asiatici? Una riunione tra Alto e Basso Egitto? Un combattimento contro i Libici? I Nubiani? Un intervento divino contro il caos? Le ipotesi sono numerose. 
Naturalmente questo oggetto, come altri conservati in tutto il mondo, non era di carattere utilitario.

### Tavolozze
Le tavolozze cambiano parecchio tra i periodi di Naqada II e III. Ormai non si tratta più di oggetti utilitari, ma di oggetti istoriati, ovvero decorati con bassorilievi. Spesso, tuttavia, si mantiene una forma di “coppa” centrale che ricorda l'origine della forma, come si può vedere sulla paletta con quadrupedi del museo del Louvre.
La più conosciuta è probabilmente la tavoletta di Narmer, che proviene da Ieracompoli e segna la fine di Naqada III, nonché della famosa "Dinastia 0". Infatti, vi si scorge da un lato il re Narmer che porta la corona bianca dell'Alto Egitto e dall'altro lo stesso faraone che porta la corona rossa del Basso Egitto. Dunque si tratterebbe di un oggetto che simboleggia la riunione delle Due Terre, ovvero la creazione del regno d'Egitto. Narmer è stato identificato con Menes, il leggendario primo faraone indicato sulle liste reali a noi note.

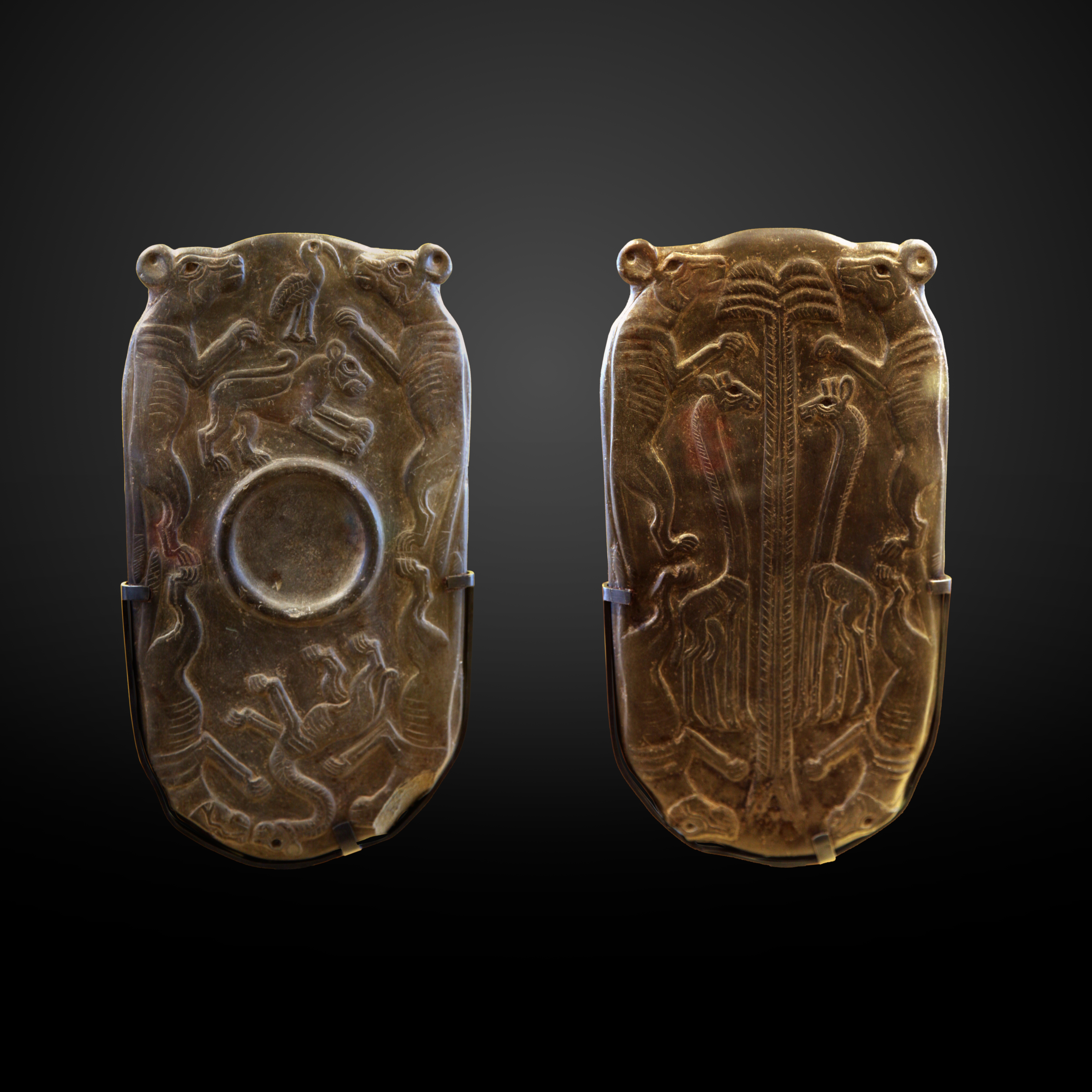
Paletta con quadrupedi, Naqada III, Louvre
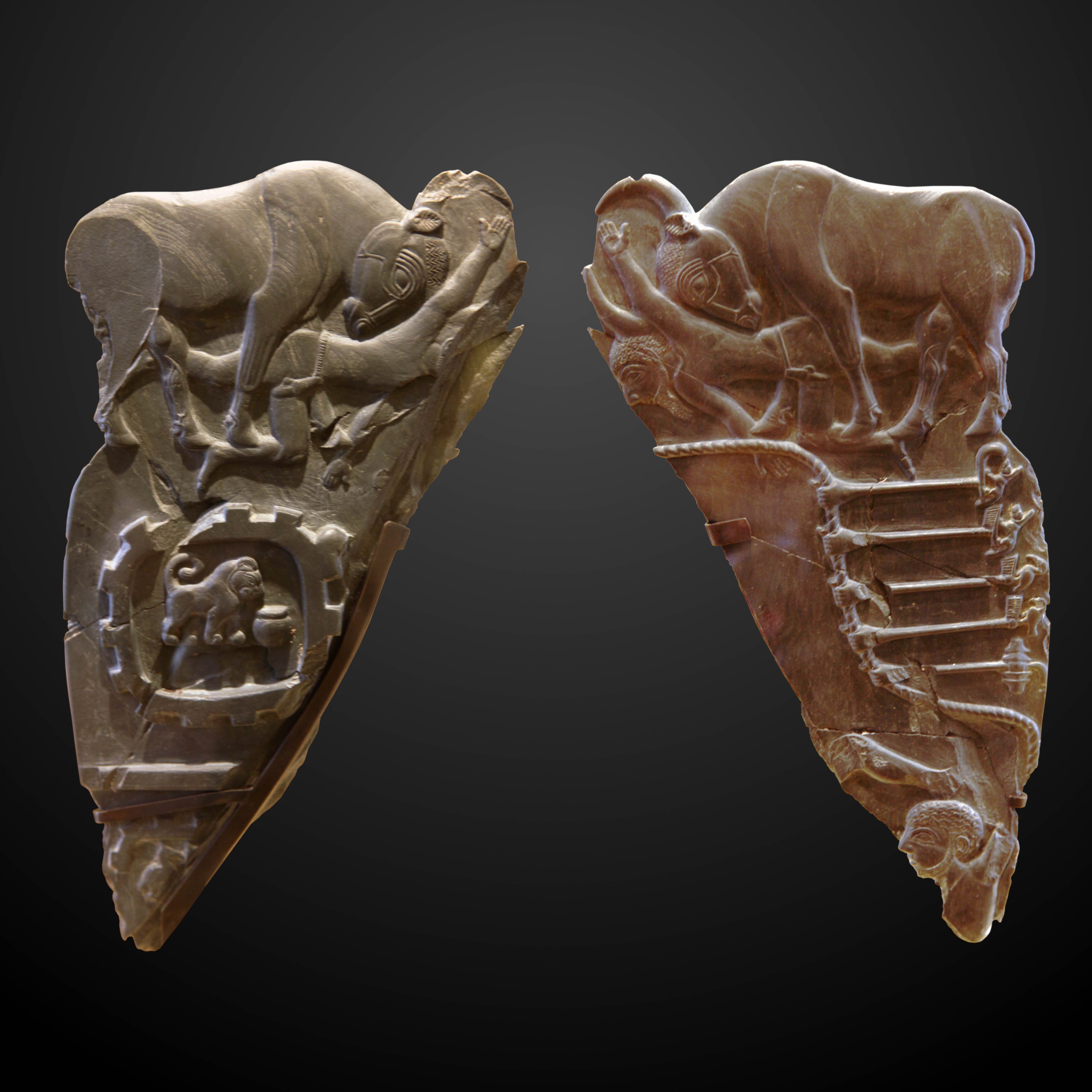
Paletta, Parigi, Museo del Louvre
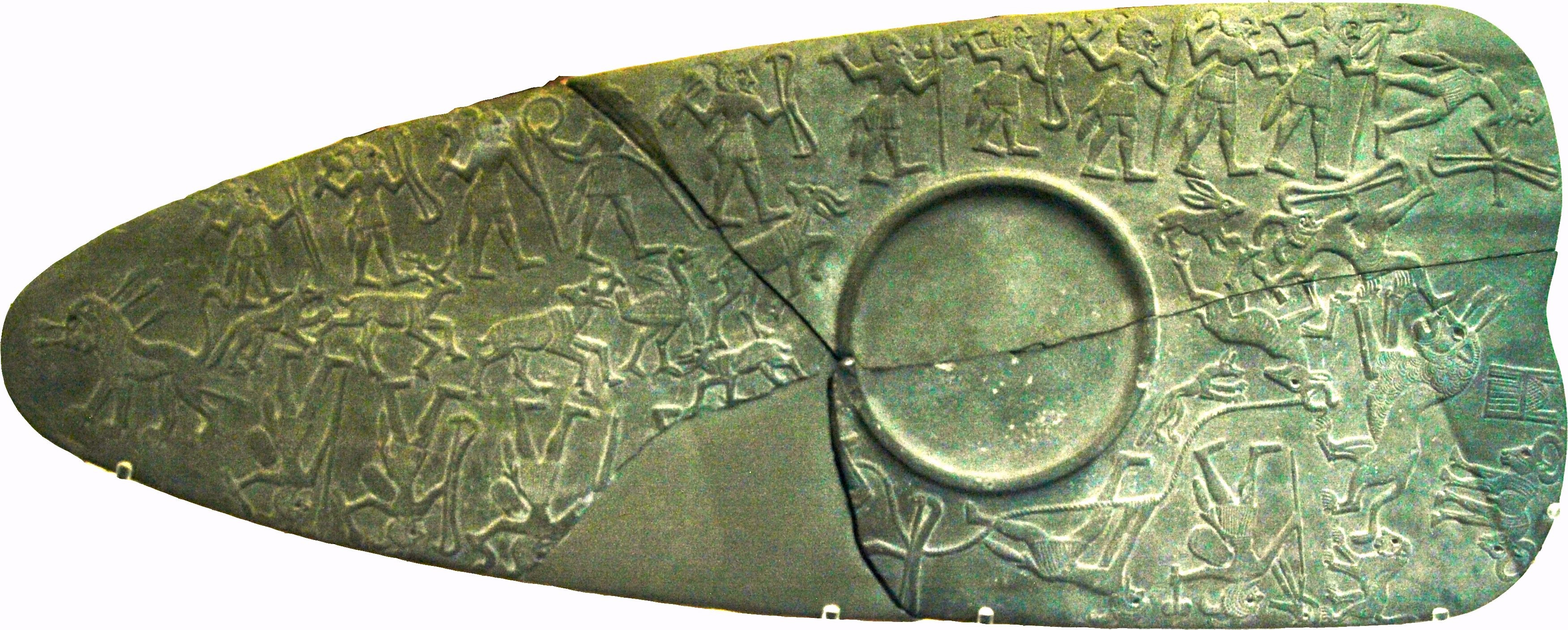
Paletta, Londra, British Museum
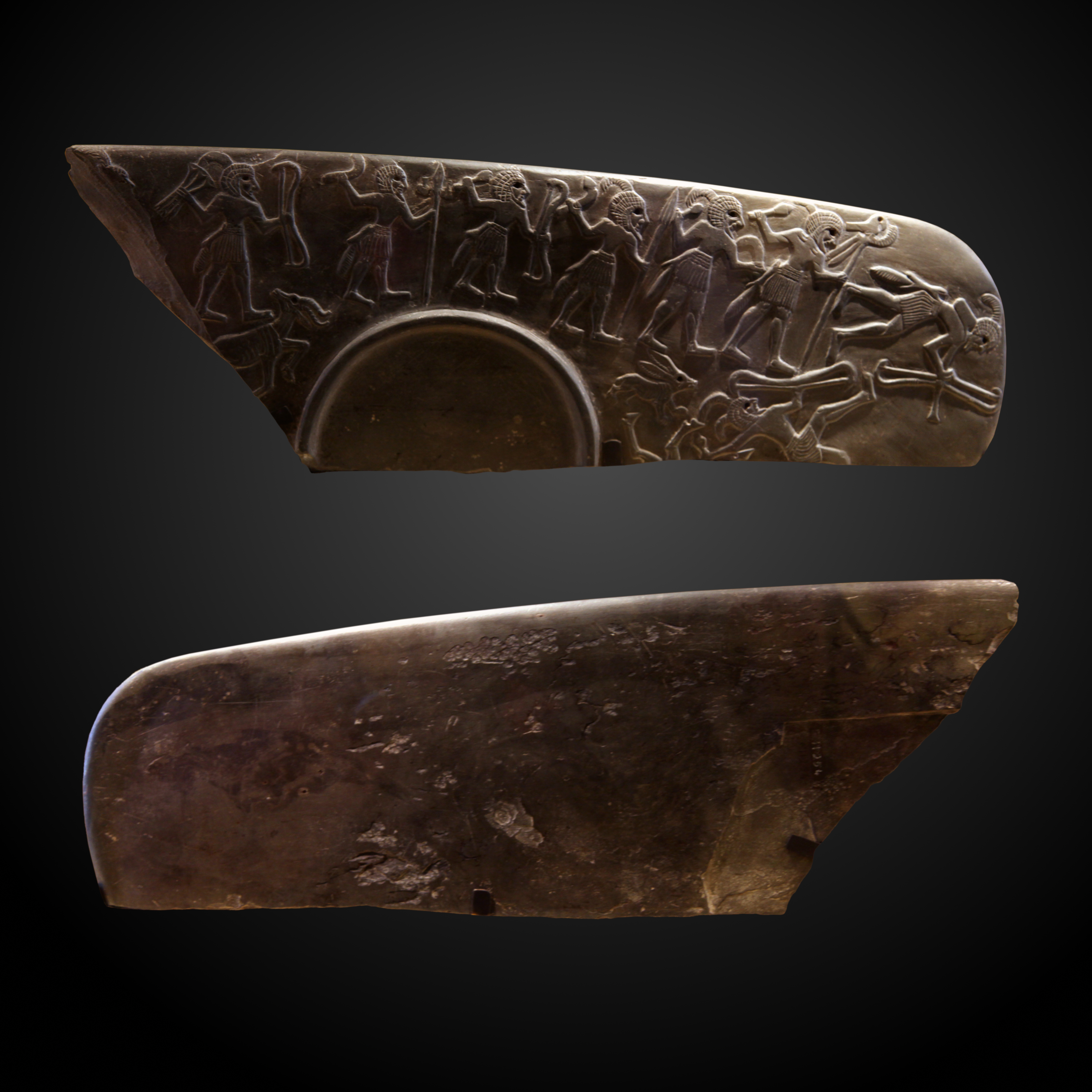
Paletta, Parigi, Museo del Louvre
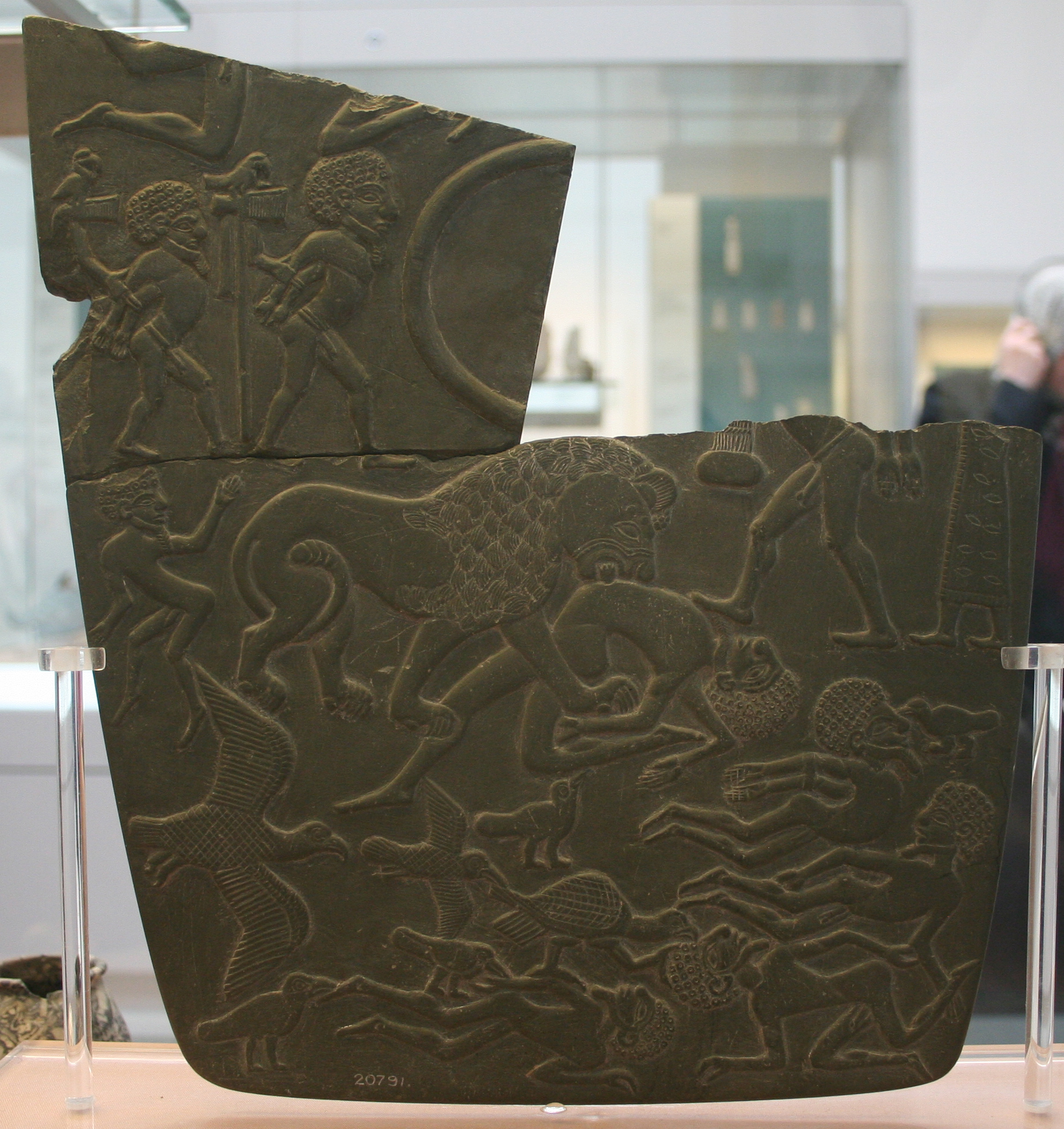
Paletta, Londra, British Museum
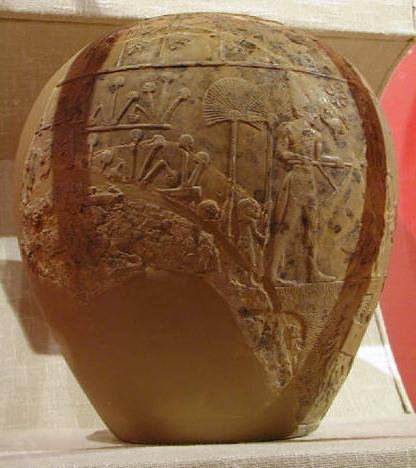
Testa di mazza di Re Scorpione
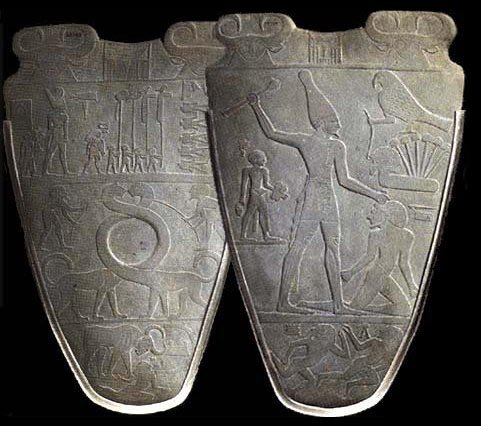
Tavoletta di Narmer, recto-verso, Naqada III o Dinastia 0, Il Cairo, Museo Egizio